# Путь к реальности, или Законы, управляющие Вселенной
Путь к реальности, или Законы, управляющие Вселенной (англ. The Road to Reality) — научно-популярная  книга по современной физике, написанная британским физиком-математиком Роджером Пенроузом и опубликованная в 2004 году. В ней рассматриваются основы Стандартной модели современной физики, говорится об общей теории относительности и квантовой механике, а затем подробно рассматривается возможное объединение этих двух теорий .

## Содержание
В книге обсуждается современный мир физики. Многие поля, которые ученые XIX века считали отдельными, например электричество и магнетизм, являются аспектами более фундаментальных свойств. Некоторые тексты, как популярные, так и университетского уровня, представляют эти темы как отдельные понятия, а затем раскрывают их комбинацию гораздо позже. «Дорога к реальности» обращает этот процесс вспять, сначала излагая лежащую в основе математику пространства-времени , а затем показывая, как электромагнетизм и другие явления выпадают полностью сформированными.
В книге чуть более 1100 страниц, из которых первые 383 посвящены математике: цель Пенроуза ― познакомить любознательных читателей с математическими инструментами, необходимыми для глубокого понимания оставшейся части книги. Физика входит в обсуждение на странице 383 с темой пространства-времени. Оттуда он переходит к полям в пространстве-времени, выводя классические электрические и магнитные силы из первых принципов; то есть, если кто-то живёт в пространстве-времени определённого вида, как следствие, эти поля естественно развиваются. Законы энергии и сохранения появляются в обсуждении лагранжианов и гамильтонианов, прежде чем перейти к полному обсуждению квантовой физики, теории частиц и квантовой теории поля. Обсуждению проблемы измерения в квантовой механике дается целая глава.
В конце книги содержится глава о суперструнах, а также о петлевой квантовой гравитации и теории твисторов. Книга заканчивается исследованием других теорий и возможных путей продвижения вперед.
Последние главы отражают личную точку зрения Пенроуза, которая в некоторых отношениях отличается от того, что он считает современной модой среди физиков-теоретиков. Он скептически относится к теории струн, предпочитая петлевой квантовой гравитации. Он с оптимизмом смотрит на свой подход, твисторную теорию. Автор также придерживается некоторых противоречивых взглядов на роль сознания в физике, изложенных в его более ранних книгах (см. «Тени разума. В поисках науки о сознании»).

## Издания
- Джонатан Кейп (1-е издание), 2004 г., твердый переплет, ISBN 0-224-04447-8
- Альфред А. Кнопф (издатель), февраль 2005 г., твердый переплет, ISBN 0-679-45443-8
- Винтажные книги, 2005 г., мягкая обложка, ISBN 0-09-944068-7
- Винтажные книги, 2006, мягкая обложка, ISBN 0-09-944068-7
- Винтажные книги, 2007, мягкая обложка , ISBN 0-679-77631-1

## Издание в России
Книга была переведена на русский язык и вышла в свет в издательстве «Институт компьютерных исследований» в 2007 году. ISBN 978-5-93972-618-4